# Bob Ross
Robert Norman "Bob Ross"(Daytona Beach, 29 de outubro de 1942 – New Smyrna Beach, 4 de julho de 1995) foi um pintor americano, instrutor de arte e apresentador de televisão. Tornou-se conhecido como o criador e apresentador do programa televisivo The Joy of Painting, que foi para o ar na PBS nos Estados Unidos, no Canadá e na Europa.

## Biografia
Bob Ross foi criado em Orlando na Flórida. Ross tinha um meio-irmão chamado Jim, que ele mencionou, de passagem, em seu programa.
Enquanto trabalhava como carpinteiro com seu pai, Ross perdeu o dedo indicador esquerdo. Isso não afetou o jeito que ele segurava sua paleta ao pintar.
Ross se alistou na Força Aérea dos Estados Unidos aos 17 anos. A Força Aérea transferiu-o para a Base Aérea Eielson, no Alasca, onde ele viu pela primeira vez a neve e as montanhas que mais tarde se tornaram temas recorrentes em sua obra. Ele desenvolveu uma técnica de pintura rápida, para criar arte para a venda, executadas em breves pausas diárias de trabalho. Tendo ocupado cargos militares que o obrigou a ser, em suas próprias palavras, ser alguém "duro" e "difícil", "o cara que faz você esfregar a latrina, o cara que faz você fazer a sua cama, o cara que grita com você por ter chegado atrasado ao trabalho", Ross decidiu que se saísse da vida militar, ele nunca iria gritar novamente.
Durante a permanência de Ross no Alasca, trabalhou como barman a tempo parcial, quando descobriu um programa de TV chamado The Magic World of Oil Painting, apresentado por um pintor alemão, chamado Bill Alexander.
Depois de estudar com Bill Alexander, Ross descobriu que seria capaz de ganhar mais com a venda das suas obras do que com sua posição na Força Aérea. Ross então se retirou da Força Aérea depois de 20 anos de serviço com o cargo de sargento-mor, e tornou-se famoso em todo o mundo apresentando o programa "The Joy of Painting", com a ajuda de Annette e Walter Kowalski.
Ross foi o apresentador da série de televisão pública The Joy of Painting. O show passou em 11 de janeiro de 1983 até 17 de maio de 1994, mas ainda continua a aparecer em reprises em muitas áreas e países, incluindo PBS, orientado pela Create, e tem uma presença popular no YouTube. Durante cada segmento de meia-hora, Ross iria instruir os espectadores na pintura a óleo usando uma técnica de estudo rápido, usando uma paleta limitada de tintas em cada trabalho e derrubando o processo em etapas simples. O crítico de arte Mira Schor comparou-o ao Fred Rogers, um outro apresentador de televisão PBS, fazendo a observação de que a suavidade da voz de Ross e o ritmo lento de seu discurso foram semelhantes.
Antes do show ser lançado, Bob tentou promover a sua técnica de pintura, porém com pouco êxito. Ele também teve que encontrar uma maneira de reduzir gastos, então ele decidiu deixar seu cabelo crescer, para que ele pudesse poupar dinheiro em cortes de cabelo. O estilo de cabelo não lhe agradava, mas acabou se tornando uma característica icônica do pintor.
Ross mais tarde fundou sua própria linha bem-sucedida de materiais de arte, livros tutoriais e aulas de pintura, oferecidos por instrutores treinados em um "método Bob Ross", construindo um negócio de 15 milhões de dólares. Em uma entrevista de 1990, Ross mencionou que todos os seus quadros foram doados para a estação de PBS, e que seu salário veio em vez da venda de seus 20 livros e 100 fitas de vídeo (o total nesta data), bem como os lucros de 150 professores treinados por Bob Ross, e uma linha de materiais de arte vendida através de um fornecedor nacional. Ross também falou sobre as pinturas doadas no show Towering Glacier (#2341), em que ele disse que era para ajudar as estações de fora.
Ross também filmou cenas da vida selvagem, esquilos em particular, geralmente no seu próprio jardim. Pequenos animais, muitas vezes apareceram em seu show, mesmo durante algumas de suas obras mais complicadas, como ele costumava tomar esquilos feridos ou abandonados e outros animais selvagens variados para cuidar deles.
Começando no dia 29 de outubro de 2015, todos os 403 episódios do programa foram reapresentados pelo canal oficial de Bob Ross no serviço de streaming Twitch.tv para promover uma nova categoria do serviço que será voltada a criatividade.

### Doença e morte
Ross foi diagnosticado com linfoma no início de 1990, o que, mais tarde, forçou sua aposentadoria após o último episódio do seu programa The Joy of Painting  que estreou em 17 de maio de 1994. Ele morreu com 52 anos de idade em 4 de julho de 1995. Seus restos mortais estão enterrados em Woodlawn Memorial Park em Gotha, Florida. Ross mantinha o diagnóstico em segredo, e seu linfoma não ficou conhecido fora de seu círculo de familiares e amigos até depois de sua morte.